# Qi Card
Qi Card, также известная как Международная смарт-карта ISC — иракский поставщик электронных платёжных систем для внутренних транзакций в Ираке. Название Qi является обратной формой для слова iq, кода ISO 3166 для Ирака и национального иракского домена. Система эмитирует собственные банковские карты и предоставляет услуги электронных платежей, аналогичные MasterCard и Visa. В компании работает около 3000 сотрудников. Капитал компании оценивается более чем в 85 миллиардов иракских динаров (2021). В 2019 году было выпущено уже 9 миллионов банковских карт.

## История
Два крупнейших государственных банка Ирака, Rafidain Bank и Rasheed Bank вместе с Iraqi Electronic Payment System (IEPS) учредили компанию под названием International Smart Card, которая разработала национальную кредитную карту под названием "Qi Card".
Первые карты были выпущены в 2008 году. Менее чем через два года после первоначального запуска решения Qi card система охватила 1,6 миллиона владельцев карт с потенциалом выпуска 2 миллионов карт к концу 2010 года, ежемесячно выпускается около 100 000 карт, что свидетельствует об успехе решения Qi card. Параллельно с этим планировалось расширение приема карт в сетях розничных магазинов через сеть торговых точек, насчитывающую около 30 000 единиц к 2015 году.
QI card похожа на другие кредитные карты, признанные во всем мире, с существенной разницей в том, что смарт-карта обрабатывает балансы без прямого контакта с сервером, который вызывается (в автономном режиме) для облегчения ведения бизнеса в регионах с плохими телекоммуникационными сетями.
В 2019 году через систему прошло за год уже более 21 млн. транзакций.
В 2023 году система стала партнёром компании Asiacell